# 七北田丘陵
七北田丘陵（ななきたきゅうりょう）は、宮城県仙台市にある丘陵である。東西方向に広がり、丘陵の北側に七北田川、南側に梅田川や広瀬川が流れている。丘陵の北側が泉区で、南側が青葉区である。

## 地理
江戸時代、この丘陵は仙台城の城下町の北端で、大崎八幡宮や仙台東照宮、北山五山と称される寺社が造られた。昭和の高度経済成長期以降には丘陵一帯が住宅地として開発された。一方で、自然林を残す努力もなされ、台原森林公園や水の森公園、台原緑地などの風致地区も点在する。他方、西側の権現森付近はほとんど開発がされずに森林として残るが、一部に火葬場や仙台市葛岡墓園、葛岡清掃工場がある。
丘陵の南側は南遷する以前の広瀬川の河岸段丘となっており、標高40メートルから90メートルに段丘面を持ち、その南側に明確な段丘崖が見られる。
七北田丘陵には仙台層群（凝灰質-シルト質の陸成・海成層）が分布する。
また、北山の麓にはいくつかの湧水がある。